# Catedral de San José (Criciúma)
La catedral de San José  (en portugués: Catedral São José) es un templo católico ubicado en el centro del municipio y localidad de Criciúma, frente a la plaza Nereu Ramos en el estado de estado de Santa Catarina en la parte meridional del país sudamericano de Brasil. En 2012, la iglesia volvió a abrir sus puertas debido a cinco años de trabajos, y la catedral de San José ofrece un nuevo aspecto. Es la catedral de la diócesis de Criciúma.
Su construcción empezó en el año 1907 bajo la dirección del padre João Canônico. El estreno del espacio tuvo lugar en 1917, en el momento en que el padre Francisco Bertero era el pastor oficial. En 1946, para la realización del Congreso Eucarístico, tuvo cambios en la fachada, dos capillas laterales y las imágenes de los santos, creadas por Natalicio Marques. En 1976 fue cubierta por baldosas y treinta años más tarde se agrandó en el año 2006. Su construcción fue hecha en un estilo románico mezclado con el gótico, con naves divididas en dos filas de columnas. 